# چگت

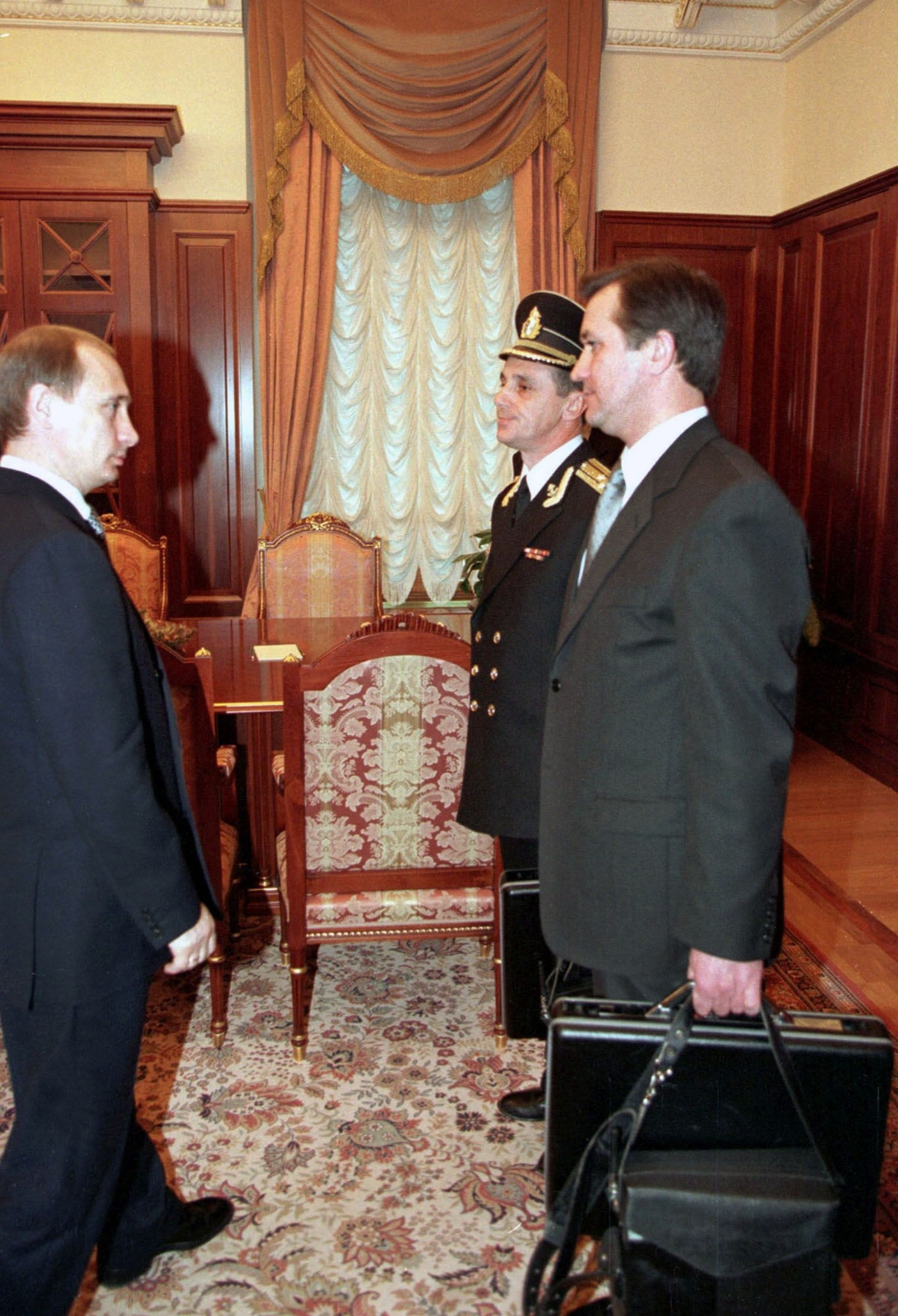
ولادیمیر پوتین رئیس‌جمهور در حال دریافت چمدان هسته‌ای در ۳۱ دسامبر ۱۹۹۹.

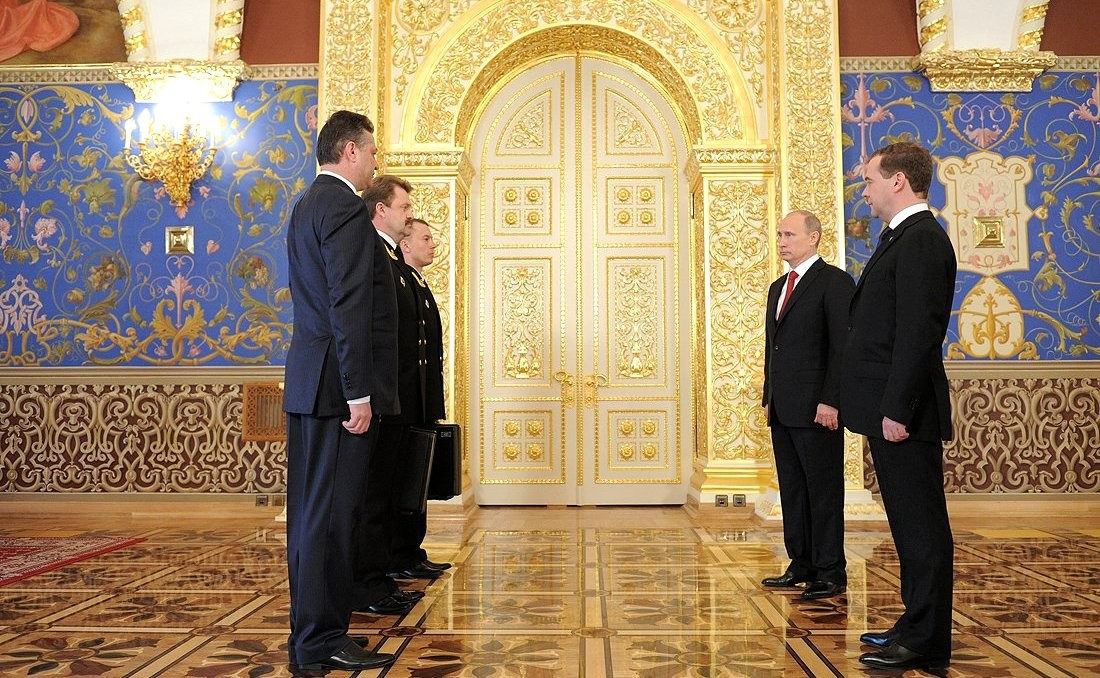
آیین تحویل چگت در طی مراسم تحلیف ولادیمیر پوتین در سال ۲۰۱۲

چگت (به روسی: Чегет) یک «چمدان هسته‌ای» (نام‌گذاری شده از روی کوه چگت در کاباردینو-بالکاریا، روسیه) و بخشی از سیستم خودکار فرماندهی و کنترل نیروی موشکی استراتژیک روسیه به نام کازبک/قازبگی (Казбек، نام‌گذاری شده از روی کوه قازبگی) است.

## تاریخچه
چگت در زمان ریاست یوری آندروپوف در اوایل دهه ۱۹۸۰ توسعه یافت. این چمدان هم‌زمان با شروع به کار میخائیل گورباچف به عنوان دبیرکل حزب کمونیست اتحاد جماهیر شوروی در مارس ۱۹۸۵ وارد خدمت شد. این چمدان به سیستم ارتباطات ویژه به نام قفقاز (Кавказ) متصل است که ارتباطات بین مسئولان رده‌بالای حکومت در زمان تصمیم‌گیری برای استفاده از جنگ‌افزارهای هسته‌ای را پشتیبانی می‌کند و همچنین خود بخشی از سیستم کازبک است که همهٔ سامانه‌های فرماندهی نیروهای هسته‌ای استراتژیک روسیه را مدیریت می‌کند. رئیس‌جمهوری روسیه در هر زمان، یک چگت به همراه دارد. هم‌چنین گمان می‌رود که چمدان‌هایی به وزیر دفاع و رئیس ستاد مشترک ارتش اختصاص یافته باشد.

## استفاده
در ۲۵ ژانویه ۱۹۹۵ سامانه شناسایی موشکی روسیه موشکی را شناسایی کرد که از سواحل نروژ پرتاب شده بود. بوریس یلتسین، رئیس‌جمهور وقت روسیه، نخستین رهبر جهان در تاریخ شد که چمدان هسته‌ای را فعال کرد و سرآسیمه با مشاوران ارشد خود برای واکنش، مشورت کرد. چند دقیقه پیش از تصمیم نهایی، آنها متوجه شدند که موشک به سمت دریا رفته و تهدیدی متوجه روسیه نبود.
بعدها مشخص شد که این موشک یک کاوشگر علمی بوده است که برای بررسی شفق شمالی فرستاده شده بود و مقامات نروژی دستکم یک ماه پیش از پرتاب  آنرا به اطلاع عموم رسانده بودند.